# Beschaffungsorganisation
Die Beschaffungsorganisation ist der Teilbereich eines Unternehmens, der für das Bereithalten der Stoffe für die Produktion zuständig ist. Dazu zählen Rohstoffe, Hilfsstoffe und Betriebsstoffe. Darüber hinaus wird in einigen Fällen auch das zur Verfügung stellen der Sachmittel (Stoffe und Betriebsmittel), des Personals und der notwendigen Finanzen als Beschaffung bezeichnet. Die letzten beiden Größen werden in der Regel aber dem Personalmanagement und dem Finanzmanagement zugerechnet.

## Organisationsformen
Organisatorisch kann zwischen zentralisierter Beschaffung, also die Einrichtung einer spezialisierten Stelle, der die Beschaffung für alle Bedarfsträger obliegt, und dezentralisierter Beschaffung, bei der jeder Bedarfsträger seine eigene Beschaffungsstelle besitzt, unterschieden werden.
Die Vorteile einer zentral organisierten Beschaffung liegen in der Möglichkeit, durch größere Bestellmengen bessere Zahlungs- und Lieferkonditionen erzielen zu können und die Bearbeitungskosten pro Auftrag zu reduzieren. Durch die größere Einkaufsmacht wird die Stellung gegenüber den Lieferanten gestärkt. Zentrale Beschaffung eignet sich vor allem für Güter, die von mehreren Bedarfsträgern benötigt werden.
Andererseits führen zentrale Stellen zu höherem Verwaltungsaufwand und zu einem geringeren Überblick über die Anforderungen der einzelnen Bedarfsträger. Vieles lässt sich jedoch heute mit den Mitteln der EDV ausgleichen: So ist die Zuordnung des angeforderten Materials zu den einzelnen Abteilungen (wichtig bei Profit-Centern) auch bei zentraler Beschaffungsstelle möglich.

### Sonderformen der Beschaffungsorganisation
Eine Sonderform der Zentralisierung liegt vor, wenn durch die Bildung von Einkaufskooperationen oder die Einschaltung von Einkaufskommissionären und Buying Agents die Beschaffung ganz oder teilweise an externe Stellen delegiert wird.
Die Gründung von Einkaufsniederlassungen, meist mit der Absicht den Zwischenhandel auszuschalten, bildet eine Sonderform der räumlichen Dezentralisierung.
Prinzipiell gibt es keine optimale Beschaffungsorganisation für ein Unternehmen. Entscheidungsträger können sich lediglich bemühen, die für ihr Unternehmen geeignete Organisationsform zu finden, um konkurrenzfähige Beschaffungsstrukturen und ausgewählte Versorgungsstrategien zu realisieren. Diese müssen den Kriterien der Wirtschaftlichkeit und der Kostenminimierung entsprechen.
Faktoren die dabei zu beachten sind:
- Betriebsgröße des Unternehmens,
- Branchenzugehörigkeit,
- Produktionsstrukturen,
- Standortwahl,
- Kommunikationsstrukturen u. ä.

## Prinzipien der Beschaffung

### Vorratsbeschaffung
Bei der Vorratsbeschaffung werden relativ große Mengen auf Lager genommen und stehen auf Abruf zur Verfügung. Das Lager dient als Puffer.
Vorteile:
- jederzeitige Lieferbereitschaft (Handelsbetrieb)
- keine Produktionsunterbrechung (Erzeugungsbetrieb)
- kostengünstiger Einkauf in großen Mengen
- günstiger Einkaufszeitpunkt kann abgewartet werden

Nachteile:
- hohe Kapitalbindung
- hohe Zins- und Lagerkosten
- Gefahr der Veralterung und der Qualitätsminderung der Bestände

### Einzelbeschaffung im Bedarfsfall
Im Fall der Einzelfallbeschaffung erfolgt die Beschaffung erst dann, wenn der Auftrag eingegangen ist. Sie ist üblich bei Einzelfertigung oder häufig bei Möbelhändlern, die nur Muster ausstellen und die Ware erst herstellen, wenn ein Auftrag angenommen wird.
Vorteile:
- kurze Lagerdauer!
- wenig Zins- und Lagerkosten[1]
- geringe Kapitalbindung

Nachteile:
- keine sofortige Liefer- bzw. Produktionsbereitschaft

### Absatz- bzw. fertigungssynchrone Beschaffung („just in time“)
Die benötigten Waren oder Materialien werden möglichst knapp vor ihrem Verkauf oder ihrer Verarbeitung angeliefert (= just in time). Das Lager wird auf geringe Sicherheitsbestände beschränkt. Es werden Rahmenverträge über große Mengen abgeschlossen und meist hohe Konventionalstrafen für die Nichteinhaltung der sehr kurzen Abruffristen vereinbart.
Dadurch sollen die Vorteile der Vorratsbeschaffung und der Einzelbeschaffung im Bedarfsfall kombiniert werden.
Probleme ergeben sich bei diesem Beschaffungsprinzip, wenn der Bedarf unregelmäßig anfällt.

## Weiterführende Themen
- Bedarfsermittlung
- Bestellpolitik
- Materialwirtschaftspolitik